# Vallermosa
Vallermosa é uma comuna italiana da região da Sardenha, na província da Sardenha do Sul, com  cerca de 2.011 habitantes. Estende-se por uma área de 61 km², tendo uma densidade populacional de 33 hab/km². Faz fronteira com Decimoputzu, Iglesias, Siliqua, Villacidro, Villasor.

## Demografia
| Variação demográfica do município entre 1861 e 2011                               |
|                                                                                   |
| Fonte: Istituto Nazionale di Statistica (ISTAT) - Elaboração gráfica da Wikipedia |